# اشنایتزی
اشنایتزی (به آلمانی: Schnaitsee) یک شهر در آلمان است که در بایرن واقع شده‌است.

## خصوصیات
اشنایتزی ۶۱٫۱۵ کیلومترمربع مساحت دارد ۶۵۲٫۵ متر بالاتر از سطح دریا واقع شده‌است.